# Odostomia sanjuanensis
Odostomia sanjuanensis är en snäckart som beskrevs av Bartsch 1920. Odostomia sanjuanensis ingår i släktet Odostomia och familjen Pyramidellidae. Inga underarter finns listade i Catalogue of Life.